# Кухинські пагорби
Кухинські пагорби (Kuchynská hornatina) — гірський масив в Словаччині; геоморфологічна підодиниця масиву Пезінські Карпати. Найвища гора — Чертов копец (752 м.). Місце розташування — Братиславський край.
Протікає Пернецький потік.